# 多布雷什蒂鄉 (比霍爾縣)
46°50′51″N 22°16′44″E / 46.8474°N 22.2788°E
多布雷什蒂鄉（羅馬尼亞語：Comuna Dobrești, Bihor），是羅馬尼亞的鄉份，位於該國西北部，由比霍爾縣負責管轄，面積134平方公里，海拔高度176米，2007年人口5,651，人口密度每平方公里42人。